# (How to Live) As Ghosts
(How to Live) As Ghosts es el octavo álbum de estudio de la banda estadounidense 10 Years. Fue publicado el 27 de octubre de 2017 por Mascot Records. El primer sencillo del álbum, "Novacaine" fue lanzado en agosto de 2017.
Mientras que su álbum anterior, From Birth to Burial aludió al plan de la banda en el momento de ser su último álbum, (How to Live) As Ghosts alude al sentimiento de que es un renacimiento de una banda, al tiempo que alude al sentimiento general de que la humanidad pasa demasiado tiempo preocupándose por la muerte más que por la vida.

## Lista de canciones
| (How to Live) As Ghosts |                 |          |  |
| N.º                     | Título          | Duración |  |
| 1.                      | «The Messenger» | 3:31     |  |
| 2.                      | «Novacaine»     | 2:50     |  |
| 3.                      | «Burnout»       | 3:34     |  |
| 4.                      | «Catacombs»     | 3:34     |  |
| 5.                      | «Ghosts»        | 4:08     |  |
| 6.                      | «Blood Red Sky» | 3:10     |  |
| 7.                      | «Phantoms»      | 4:14     |  |
| 8.                      | «Vampires»      | 3:57     |  |
| 9.                      | «Halos»         | 3:53     |  |
| 10.                     | «Lucky You»     | 3:38     |  |
| 11.                     | «Insomnia»      | 4:02     |  |

Best Buy exclusive bonus tracks
| Best Buy exclusive tracks |                                       |          |  |
| N.º                       | Título                                | Duración |  |
| 12.                       | «Heart-Shaped Box» (Cover de Nirvana) | 5:17     |  |
| 13.                       | «Telescreen» (Vampires demo version)  | 3:25     |  |
| 14.                       | «Novacaine» (Redbird Remix)           | 3:31     |  |

## Posicionamiento en lista
| Lista (2017)                            | Posiciones |
| --------------------------------------- | ---------- |
| Estados Unidos (Billboard 200)          | 92         |
| Estados Unidos (Independent Albums)     | 8          |
| Estados Unidos (Top Alternative Albums) | 10         |
| Estados Unidos (Top Hard Rock Albums)   | 5          |
| Estados Unidos (Top Rock Albums)        | 14         |

## Personal
- Jesse Hasek - voz
- Matt Wantland - guitarra
- Brian Vodinh - guitarra, bajo, batería, teclados, programación, coros